# União Americana de Escolas Dominicais
A União Americana de Escolas Dominicais (American Sunday School Union, ASSU), foi uma sociedade missionária protestante interdenominacional. Fundada na Filadélfia em maio de 1817, a ASSU surgiu como uma coalizão de grupos de Escola Dominical locais. Seus objetivos eram promover o estabelecimento de classes de escola dominical e prover comunidades com bibliotecas e material para instrução religiosa, incluindo a livre distribuição de exemplares da Bíblia.